# Philippsthal (Werra)
Philippsthal (Werra) – miejscowość i gmina w Niemczech, w kraju związkowym Hesja, w rejencji Kassel, w powiecie Hersfeld-Rotenburg, nad rzeką Werrą.

## Współpraca
Miejscowości partnerskie:
- Dorndorf, Turyngia
- Salies-du-Salat, Francja
- Vacha, Turyngia